# 陳錠
陳錠（1505年—1566年），字敬輿，號黄潭，湖廣荊州府江陵縣许家台赵家园（今江陵县白马镇陈岗村）人，明朝政治人物。

## 生平
嘉靖七年（1528年）戊子科湖廣鄉試第五名舉人。嘉靖八年（1529年）己丑科進士。十一年任海门县知县。嘉靖二十四年（1545年）官直隸大名府知府。嘉靖二十五年（1546年）改廣東廣州府知府。累官雲南左布政使，三十五年三月升都察院右副都御史、巡抚云南，三十六年三月以考察调外任，降调江西右布政使，三十七年十一月升都察院右副都御史、总理粮储提督军务兼巡抚应天。

## 家族
曾祖陳世傑；祖父陳昆，曾任壽官；父陳永琦。母孫氏；繼母王氏。具庆下。